# 義兵
義兵（ぎへい）とは、正義のために起こされた兵のこと。また前近代の朝鮮においては、儒教の義の観念に基づき、国家的危機に際して、在野にある士人や民衆が自発的に立ち上がって内外の敵に抵抗する兵士を、義兵（朝鮮語読み；ウィビョン）と言った。思想としては、外敵を排除することで救国する攘夷論、儒教的序列の維持を重視する名分論などがある。
朝鮮では、13世紀高麗時代のモンゴル帝国に対する三別抄による戦いや、16世紀李朝時代の豊臣秀吉による朝鮮出兵に対する郭再祐ら両班・民衆の抵抗、19世紀末から20世紀初頭の大韓帝国時代の日本統治に対する抵抗運動などが著名であるが、特に最後のものが良く知られている。

## 19-20世紀の朝鮮半島における義兵
義兵戦争（ぎへいせんそう）・義兵闘争（ぎへいとうそう）・義兵運動（ぎへいうんどう）と呼ばれる日本の韓国併合に反対する抵抗運動は次の2期あるいは3期に分けられる。
- 初期義兵（1895年－96年）
- 後期義兵（1905年－14年）
  - 更に後期義兵を1907年の韓国軍解散命令を挟んで前後に分ける考え方もある。

### 初期義兵
1895年、日清戦争に勝利した日本は東学党の乱を鎮圧し、韓国内政への干渉を強め、同年10月に王妃・閔妃が殺害された乙未事変、続く12月に断髪令が出されたことをきっかけに同年末より発生した。1895年が干支紀年法で乙未の年であったため、乙未義兵という。忠清北道の儒学者柳麟錫や京畿道の李春永、元東学党であった慶尚北道の李康秊らが挙兵して各地で日本軍や親日派の政府軍などと戦った。翌年3月頃には義兵の動きが朝鮮半島全域にまで拡大するが、これに先立つ2月に政変（俄館播遷）が起こると、標的としていた親日派の失脚が相次いだために義兵は名分を失って解体していき、10月に最後まで抵抗していた柳麟錫・李康秊も満州に逃れて（後に恩赦で帰国）終焉を迎えた。

### 後期義兵

#### 前期
1904年に第1次日韓協約が結ばれると、韓国の官民を問わず国家存続であるとする危機感が高まり、翌1905年春頃より両班や儒生の間で義兵再建の動きが高まっていたが、8月に江原道の元容八が挙兵したことで本格化した。更に追い討ちをかけるように同年11月に第2次日韓協約が結ばれて韓国が保護国化されると、韓国国内は騒然とし元政府高官らを中心に義兵が組織され、翌1906年5月に忠清南道の洪城で閔宗稙、翌月には全羅北道で崔益鉉が挙兵すると、慶尚道では柳麟錫、忠清道では申乭石などがそれぞれ義兵を起こした。社会不安を抱いた民衆も加わった大規模な抵抗運動に発展した。それまでの義兵を率いた将は両班・儒学者であったが、申乭石は初めて平民出身の義兵将で、最大で3000人を超える義兵を集め活躍し、義兵運動に新しい様相が現れた。だが、日本軍の軍事力の前に次々と敗退していくこととなり、一旦は義兵の動きは鎮圧される。

#### 後期

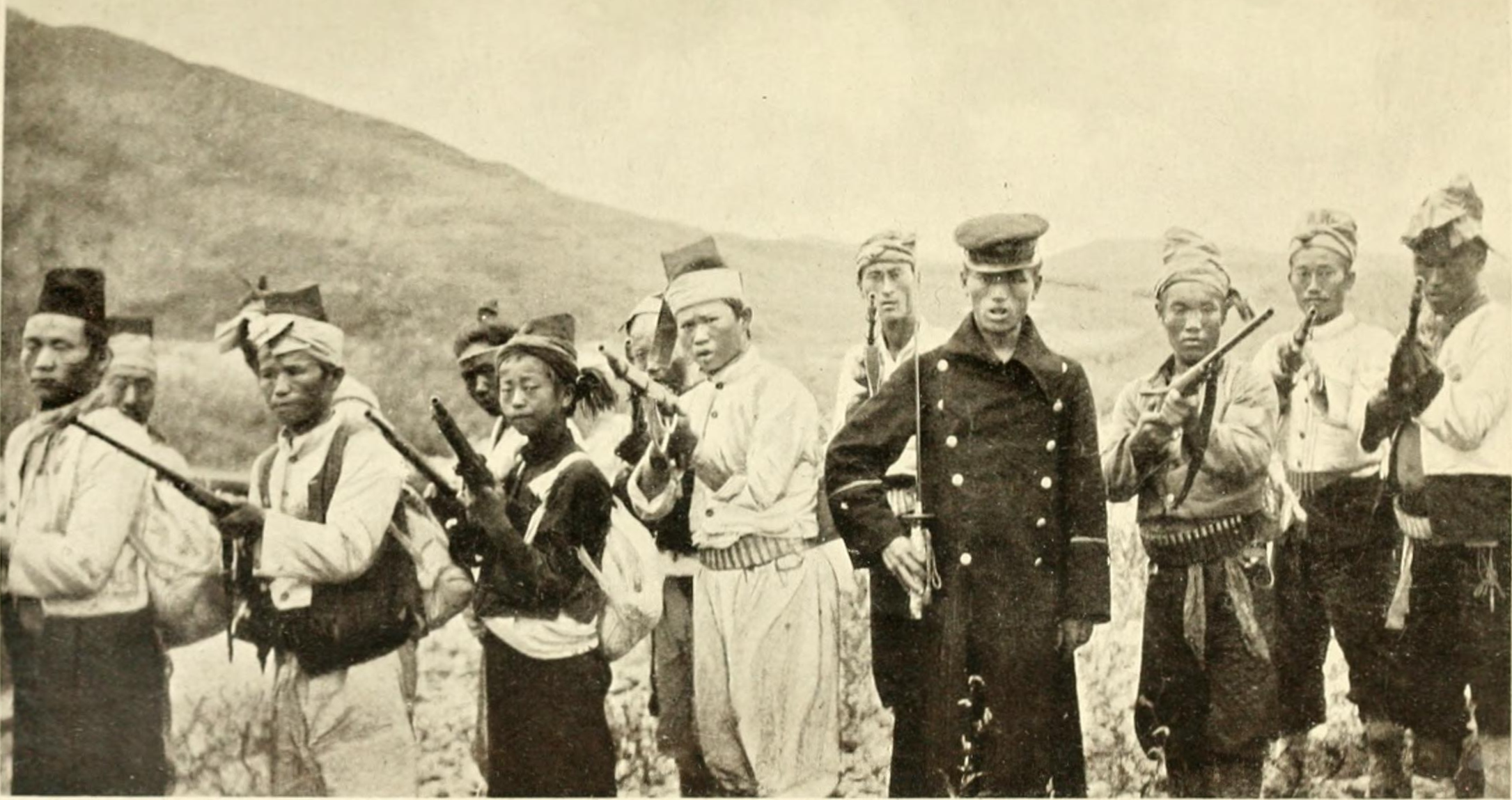
後期の義兵たち

ところが、1907年7月に日本がハーグ密使事件の責を負わせて高宗を退位させて、第3次日韓協約を結んで韓国軍を強制的に解散させると、解散命令に服しない韓国軍部隊があちこちで蜂起した。右の写真はマッケンジーが撮影したものであるが、『朝鮮の悲劇』にその内容が詳しい。武器の種類も様々で、指揮官、司令官も統率もなく、個々のグループが拡散して、別々に行動していた様子が窺える。
1907年末に儒学者の李麟栄が各地で戦っていた義兵を糾合し、京畿道楊州に兵1万（そのうち旧韓国軍兵士は3000名にのぼったという。）を集めて彼を倡義総大将とする、韓国13道すべてを結集した義兵軍という意味の「十三道倡義軍」が成立し、同年12月に許蔿（号：旺山）を司令官としてソウル奪還を目指して首都ソウルへ進撃した。日本軍は東大門においてこれを破ったものの、この善戦が各地の義兵勢力を勢いづけて1908年の第2次ソウル奪還作戦など1909年にかけて各地で日本軍と交戦した。韓国駐剳軍司令官長谷川好道は「南韓討伐大作戦」を断行し、徹底的な焦土作戦や包囲作戦などによって鎮圧した。これによって義兵側に1万7千人の死者が出たとされているが、一部は日韓併合後も抵抗を続けたが1914年頃には鎮圧され、生き残りは満州（間島地区など）や沿海州などに逃れて朝鮮独立運動を継続するようになる。